# Jazzclub Darmstadt

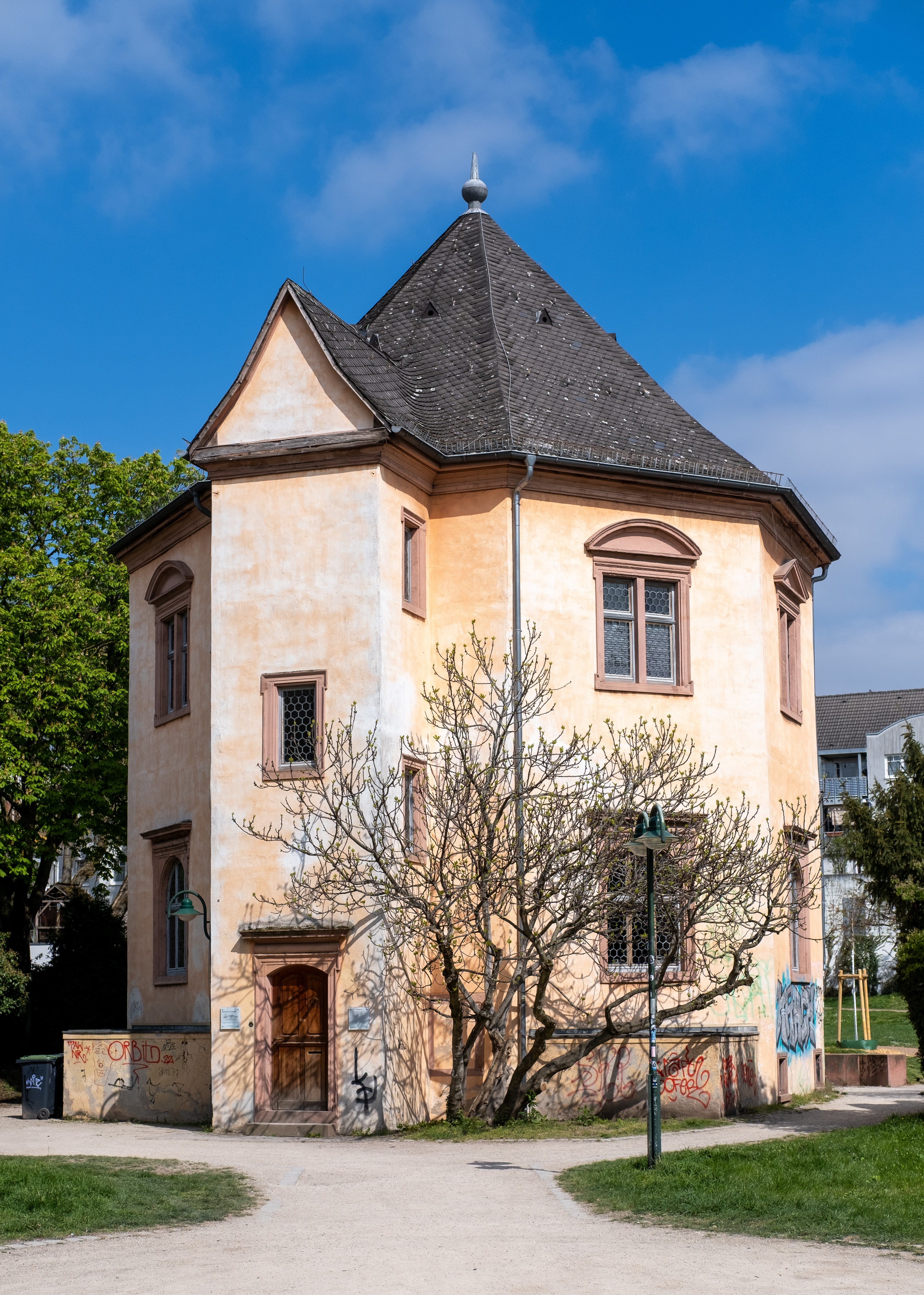
Jazzclub Darmstadt

Der Jazzclub Darmstadt e.V. ist ein eingetragener Verein mit Sitz in Darmstadt. Der in der Vereinssatzung festgeschriebene Vereinszweck ist die Förderung des Jazz als besondere Kunstform. 

## Geschichte
Der Jazzclub Darmstadt wurde 1975 von Hobbymusikern der damaligen Darmstädter Jazzszene gegründet. Die Gründung des seit 1983 gemeinnützigen Vereins ist eng verknüpft mit der Darmstädter Jazzband „En Haufe Leit“. Seit 1976 hat der Club ein festes Domizil im Gewölbekeller des „Achteckigen Hauses“, einem historischen Gebäude aus dem 17. Jahrhundert. Neben den seit 1981 regelmäßig stattfindenden Clubkonzerten organisierte der Verein Ende der 1980er und Anfang der 1990er Jahre im ehemaligen Darmstädter Kongresssaal (Luisencenter) Konzerte mit Dave Brubeck, Lionel Hampton, Gerry Mulligan und dem Modern Jazz Quartett. Auf Initiative des Jazzclubs Darmstadt wurde 1984 die „Darmstädter Bigband“ gegründet. Unter der Leitung von Peter Linhart veröffentlichte die Band mit Bob Mintzer und Herb Geller als Gastmusiker zwei CDs. In den Anfangsjahren traten im Gewölbekeller des Clubs vor allem Swing- und New-Orleans-Jazzbands auf. Heute präsentiert der Verein in seinen Konzerten alle Facetten improvisierter Musik.

## Gegenwart
Der Club betreibt in seinem Domizil einen Konzertbetrieb und organisiert zusätzlich für die regionale Szene regelmäßige Jamsessions. In begrenzter Anzahl stellt der Verein heimischen Jazzbands Probemöglichkeiten zur Verfügung. Finanziell getragen wird der Jazzclub Darmstadt e.V. von den Beiträgen und Spenden seiner Mitglieder, städtischer Unterstützung und wechselnden Sponsoren. Organisiert und verwaltet wird er von einem ehrenamtlich tätigen achtköpfigen Vorstand und einem ca. zehnköpfigen Programmausschuss.

## Musikerinnen und Musiker, die im Jazzclub Darmstadt gastierten (Auswahl)
Tobias Altripp, Jan Alexander, Juliana Blumenschein, Juanjo Corbalán, Fola Dada, Fried Dähn, Lukas DeRungs, Norbert Hanf, Bernd Hasel and his Phoenix Jazzband, David Helbocks Random/Control, Tony Lakatos Quartett, Joachim Lösch, Katharina Maschmeyer, Elsa Johanna Mohr, Uli Partheil, Lothar Scharf, Lena-Larissa Senge, Holger „Schlomo“ Schütz, Yulia Vydovska, Lulu Weiss, Jürgen Wuchner